# خروس‌زنی

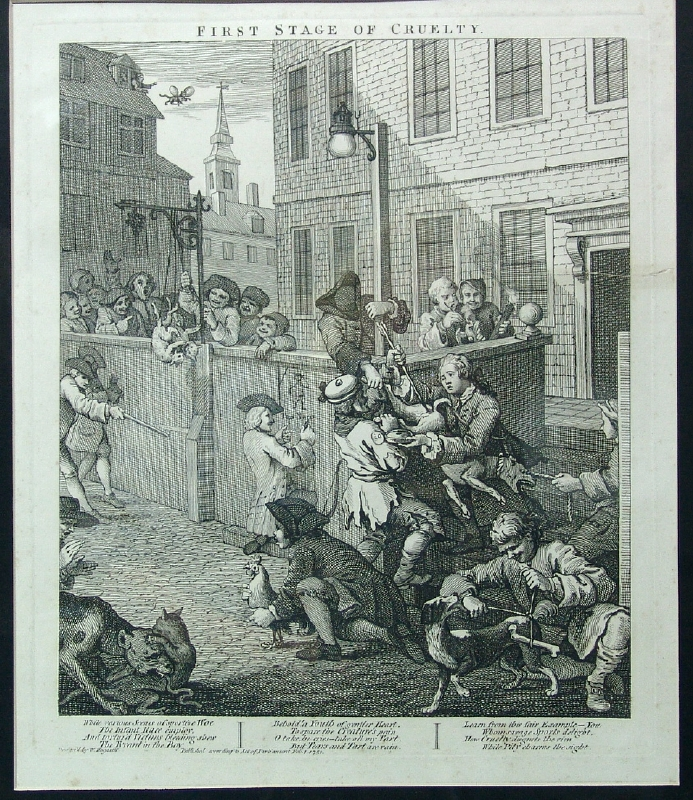
مرحله اول قساوت اثر ویلیام هوگارت، که پسران مدرسه را در حال پرتاب چوب به خروس نشان می‌دهد، اگرچه نگه داشتن خروس در حالی که دیگران به آن چوب پرتاب می‌کردند خطرناک بود.

خروس‌زنی (انگلیسی: Cock throwing یا cock-shying) که «پرتاب چوب به خروس» (throwing at cocks) نیز نامیده می‌شود، یک ورزش خونین بود که تا اواخر قرن ۱۸ در انگلستان رواج داشت. در این بازی، یک خروس به یک تیر بسته می‌شد و افراد به نوبت چوب‌های سنگینی به نام «دسته‌چوب خروس ("coksteles") را به سمت خروس پرتاب می‌کردند تا زمانی که خروس کشته شود. این بازی معمولاً با سه‌شنبه اعتراف مرتبط بود. در سال ۱۷۳۷، یکی از نویسندگان The Gentleman's Magazine، در دوره‌ای که فرهنگ بریتانیایی در حال مبارزه با نفوذ فرانسوی‌ها بود، عقیده داشت که این ورزش از خصومت سنتی علیه فرانسوی‌ها، که خروس نماد آن‌ها بود، سرچشمه گرفته است.
این ورزش در میان تمامی طبقات جامعه، به‌ویژه کودکان، محبوب بود و اگرچه گسترده بود، از نظر فراوانی کمتر از خروس جنگی رایج بود. سر توماس مور در مورد مهارت خود در پرتاب چوب به خروس در کودکی صحبت کرده است. اگر خروس در جریان بازی آسیب می‌دید یا پایش می‌شکست، گاهی با تکیه دادن به چوب، بازی ادامه پیدا می‌کرد. در برخی موارد، خروس داخل یک ظرف سفالی قرار داده می‌شد تا نتواند حرکت کند.
نسخه‌های دیگری از این بازی شامل غاززنی ("goose quailing") بود که در آن به جای خروس از غاز استفاده می‌شد، و «خروس‌کوبی» ("cock thrashing" یا "cock whipping")، که خروس در یک گودال قرار می‌گرفت و شرکت‌کنندگان با چشمان بسته تلاش می‌کردند آن را با چوب بزنند. در نوعی از این بازی در ساسکس، خروس به یک طناب به طول ۱٫۲ یا ۱٫۵ متر بسته می‌شد و بازی شبیه قلقلک گاو بود.

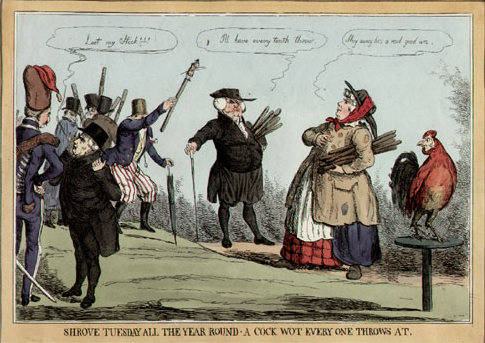
آرتور ولزلی (اولین دوک ولینگتون) به‌عنوان خروس در این کاریکاتور مربوط به پرتاب چوب به خروس در دهه ۱۸۲۰ نمایش داده شده است.

در سال ۱۶۶۰، مقامات پورییتان در بریستول تصمیم گرفتند پرتاب چوب به خروس (و همچنین پرتاب گربه و سگ) را در سه‌شنبه اعتراف ممنوع کنند، اما این تصمیم باعث شورش کارآموزان شد.
محبوبیت این ورزش به تدریج با تغییر ارزش‌های اجتماعی و افزایش نگرانی‌ها دربارهٔ رفاه حیوانات کاهش یافت. ویلیام هوگارت این فعالیت را در چهار مرحله قساوت در سال ۱۷۵۱ به‌عنوان عملی وحشیانه به تصویر کشید و ناتان دریک این آثار را یکی از عوامل تغییر نگرش عمومی به این «ورزش» می‌دانست. جوزایا تاکر، روحانی و اقتصاددان انگلیسی، نیز این ورزش را به‌عنوان «تفریحی بسیار بی‌رحمانه و وحشیانه» محکوم کرد و توجه‌ها را به رنج و شکنجه طولانی این حیوانات معطوف کرد.
از میانه‌های سدهٔ ۱۸، قضات برخورد سخت‌تری با این فعالیت داشتند، که نشان‌دهنده کاهش محبوبیت آن در میان طبقات «محترم» بود. آن‌ها جرایم عمومی را جریمه می‌کردند و قوانین محلی این عمل را در بسیاری از مناطق ممنوع کردند.
تا اوایل قرن ۱۹، این سنت تقریباً فراموش شده بود و تنها به صورت پراکنده تا دهه ۱۸۴۰ ادامه یافت.